# Ecphylus hahajimus
Ecphylus hahajimus är en stekelart som beskrevs av Sergey A. Belokobylskij och Maeto 2008. Ecphylus hahajimus ingår i släktet Ecphylus och familjen bracksteklar. Inga underarter finns listade i Catalogue of Life.